# Інгленд-Мару
Інгленд-Мару — транспортне судно, яке під час Другої японо-китайської та Другої світової воєн взяло участь в операціях японських збройних сил у Китаї, Бірмі та в архіпелазі Бісмарка.

## Передвоєнна історія
Інгленд-Мару спорудили в 1919 році на корабельні Kawasaki Dockyard у Кобе для Kawasaki Kisen. У зв'язку З 1924-го його використовувала компанія Kokusai Kisen.
Судно мало широкий діапазон рейсів та відвідувало Північну та Південну Америки, Атлантику, Африку, Середземне та Балтійське моря.
27 жовтня 1935-го британське судно Berwindlea під час шторму сіло на ґрунт біля острова Дедменс (острови Магдалена у затоці Святого Лаврентія). Інгленд-Мару встигло прибути на місце аварії, проте не змогло підійти впритул до Berwindlea. Тоді з японського судна спустили шлюпку, яка врятувала екіпаж британського корабля.

## Операція в Китаї
У 1937 році почалась Друга японо-китайська війна. Як наслідок, Імперська армія Японії зафрахтувала Інгленд-Мару.
12 серпня 1937 судно вийшло з Кобе маючи на борту батальйон (без двох рот) 40 піхотного полку. 17 серпня воно висадило його в Таку поблизу Тяньцзіня.
30 жовтня 1937 Інгленд-Мару покинуло Осаку з військовослужбовцями 150-го піхотного полку нещодавно сформованої 114-ї піхотної дивізії та прибуло до островів Гото біля західного узбережжя Кюсю. Тут утворили конвой із 16 суден, який 3 листопада вийшов у море та попрямував до узбережжя Центрального Китаю. 5 листопада конвой досяг затоки Ханчжоувань, мавши завдання висадити десант у тилу китайських військ, які вже майже три місяці вели битву за Шанхай. На той час китайці зазнали невдачі в боях Дачанг і зняли з узбережжя раніше розташовані там сили, що дозволило японцям безперешкодно висадитись на північному березі затоки. Втім, через проблеми з висадковими засобами висадка затягнулась до 10 листопада.
У 1938-му Імперська армія повернула судно у розпорядження цивільного власника, яким з цього року стала Yamashita Kisen, котра використовувала Інгленд-Мару на рейсах до Північної та Південної Америки.

## Операція у Бірмі
7 грудня 1941-го судно знову реквізували для потреб Імперської армії Японії.
14 квітня Інгленд-Мару та ще 31 судно вийшли із Сінгапуру та попрямували до Рангуну. 19 квітня вони прибули сюди та розпочали висадку доставлених частин, передусім 56-ї змішаної бригади.
17 травня Інгленд-Мару та ще кілька суден полишили порт Белаван-Делі поблизу Медану (Суматра), маючи на борту австралійських та голландських полонених. 20, 24 та 27 травня конвой побував у Вікторі-Пойнт (наразі Каусаунг), Мергуй (Мйой) та Шинб'юб'їн (біля Тавой) на західному узбережжі перешийка Кра, де вивантажив у кожному із зазначених пунктів по тисячі полонених.
1 червня Інгленд-Мару разом зі ще трьома суднами вирушило назад. Під час переходу в Малаккській протоці англійський підводний човен потопив один із транспортів, проте Інгленд-Мару 8 червня успішно досягнуло Сінгапуру.
У серпні та вересні Інгленд-Мару здійснило ще два рейси з військовополоненими, проте на цей раз доставило їх із Сінгапуру до Такао (наразі Гаосюн на Тайвані).

## Рейс до Рабаулу
Наприкінці квітня 1943-го судно вирушило в рейс до Рабаулу — головної передової бази у архіпелазі Бісмарка, з якої провадились операції на Соломонових островах та сході Нової Гвінеї. 28 квітня — 6 травня воно разом з конвоєм K-428 перейшло з японського порту Саєкі до Палау (важливий транспортний хаб на заході Каролінських островів).
12 травня у складі конвою P-512 воно рушило далі, маючи на борту 1500 військовослужбовців, зокрема зі складу 31-ї окремої зенітної роти (Independent Field Antiaircraft Artillery Company), 22-ї та 23-ї польових рот малокаліберної артилерії (Field Machine Cannon Company).
О 18:00 17 травня в районі за дві сотні кілометрів на північний схід від острова Манус (острови Адміралтейства) конвой атакував підводний човен Grayback, який торпедував та потопив Інгленд-Мару. Разом із судном загинули 232 військовослужбовці та 13 членів екіпажу. Також була втрачена матеріальна частина 31-ї окремої зенітної роти (кулемети 7,7-мм) і рот малокаліберної артилерії (по 6 20-мм гармат у кожній роті), їхні автомобілі та коні.